# Spartak Tennis Club
Le Spartak Tennis Club, également connu sous le nom de Shiryaevka, est un centre d'entraînement de tennis situé en bordure du parc Sokolniki à Moscou, en Russie. 

## Histoire
Construit en 1979 à l'initiative de l'entraîneur et maître des sports Sviatoslav Mirza, il faisait autrefois partie de la société sportive du Spartak. Le club est connu pour avoir formé un certain nombre de grands joueurs et joueuses de tennis russes qui ont remporté des titres du Grand Chelem. 

## Infrastructures
Le centre dispose de 16 courts extérieurs en terre battue, de 10 cours intérieurs en dur et de 6 cours intérieurs en terre battue. À noter que les cours extérieurs ne sont ouverts que 4 mois durant l'année à cause des conditions météorologiques.

## Académie
Le Spartak possède une académie qui a reçu sa spécialisation en 1982, appelé École des Sports de la Réserve Olympique Jeunesse de Moscou. Elle est considérée comme une des meilleures académies au monde,,.
Deux fois par an, en mai et novembre, le Spartak organise des essais pour les enfants de 5 et 6 ans. Sur plus de 100 enfants qui s'inscrivent chaque année, seul un sur quatre est sélectionné. À la fin de chaque année, d'autres tests sont effectués et les étudiants ayant suffisamment progressé sont autorisés à poursuivre le programme.
Une des règles du centre de formation est que les étudiants ne peuvent concourir en compétition qu’après trois ans de pratique.

### Joueurs et joueuses célèbres passés par l'académie
Ievgeni Kafelnikov
Anna Kournikova
Anastasia Myskina
Elena Dementieva
Marat Safin
Dinara Safina
Andrey Rublev
Elena Rybakina
Karen Khachanov
Alina Korneeva